# Siebenbürgen (együttes)
A Siebenbürgen (németül: Erdély) svéd melodikus black metal/gothic metal együttes volt.

## Története
Az együttest Marcus Ehlin és Anders Rosdahl alapították 1994-ben. Néhány hónap múlva Fredrik Brockert csatlakozott hozzájuk. 1996-ban kiadták első demó lemezüket. Ezután új taggal bővült a zenekar, Linus Ekström személyében.
1996 Halloweenjén kiadták a második demó lemezüket is. Ez a demó lemezszerződéshez juttatta őket a Napalm Recordsszal, így 1997-ben megjelent első stúdióalbumuk is. 1998-ban piacra került második nagylemezük. Az album megjelenése után Lovisa Hallstedt (női ének, hegedű) kiszállt a Siebenbürgen-ből, helyére Kicki Höijertz került.
Az együttes 2006-ban feloszlott, ezt azzal indokolták, hogy elfogyott az inspiráció és az energiájuk. 2007-ben azonban újból összeálltak, új felállással. 2009-ben véglegesen feloszlottak.

## Diszkográfia
Stúdióalbumok
- Loreia (1997)
- Grimjaur (1998)
- Delictum (2000)
- Plagued Be Thy Angel (2001)
- Darker Designs & Images (2005)
- Revelation VI (2008)[3]

## Egyéb kiadványok
Koncert albumok
- Siebenbürgen – Live (1996)

Demók
- Siebenbürgen (1996)
- Ungentum Pharelis (1996)

## Tagok
- Lisa Bohwalli Simonsson – ének
- Marcus Ehlin – ének, basszusgitár
- Richard Bryngelsson – gitár
- Joakim Ohlsson – gitár
- Johnnie Gunther – billentyűk
- Dennis Ekdahl – dob

Korábbi tagok
- Lovisa Hallstedt – hegedű, vokál
- Erika Roos – ének
- Kicki Höijertz – ének
- Turid Walderhaug – ének
- Fredrik Brockert – basszusgitár
- Niklas Sandin – basszusgitár
- Linus Ekström – gitár
- Fredrik Folkare – gitár
- Anders Rosdahl – dob